# Bugatti Type 16
Pour les articles homonymes, voir Bugatti (homonymie) et 16.
La Bugatti Type 16 est une voiture de sport du constructeur automobile Bugatti, conçue par Ettore Bugatti en 7 exemplaires de 1912 à 1917 (variante des Bugatti Type 18).

## Historique
Ce modèle de Grand Prix automobile succède (avec sa variante Bugatti Type 18) aux premières Bugatti Type 13 de compétition de 1910 (et variantes routières Bugatti Type 15 et Bugatti Type 17) avec moteur précédent de 4 cylindres en ligne ACT 8 soupapes de 1,5 L de 50 ch, poussé à 5 L de cylindrée et 12 soupapes (3 par cylindres, deux admission et une d'échappement) pour 100 ch et 160 km/h de vitesse de pointe.

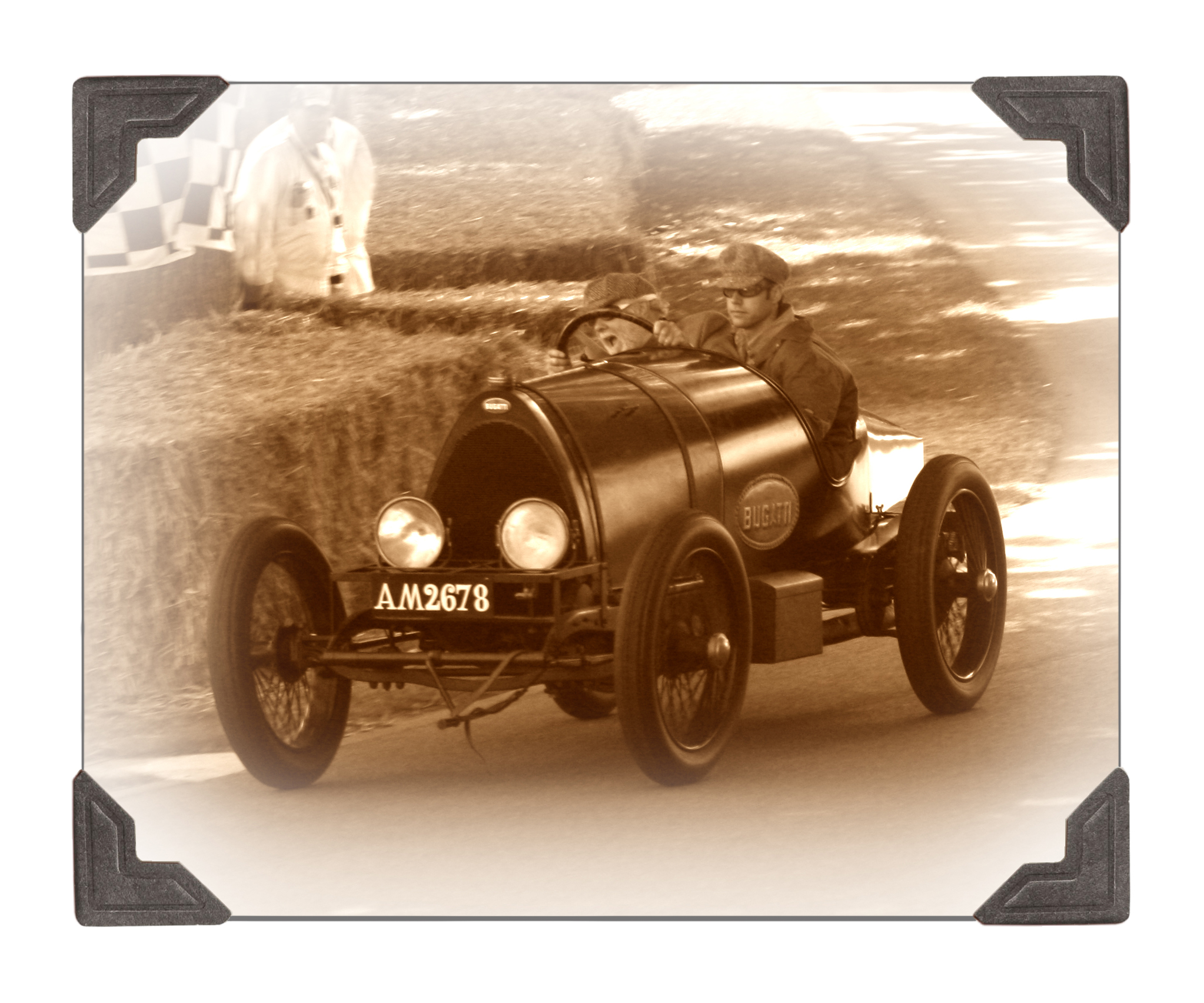
Bugatti Type 16
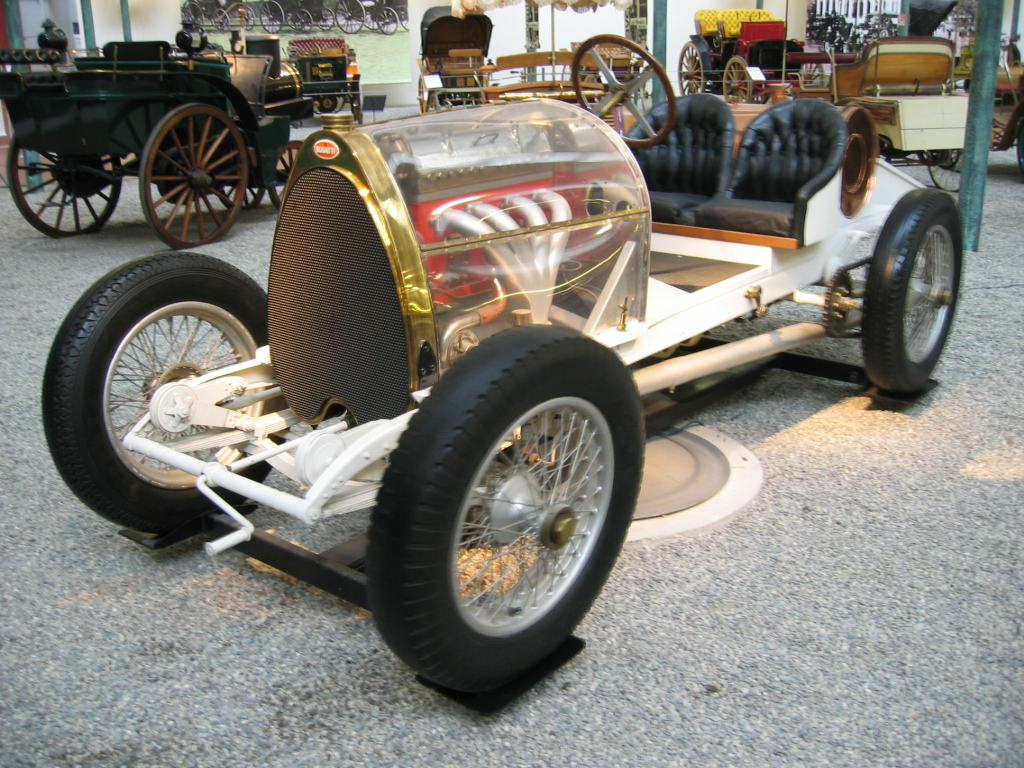
Bugatti Type 18 (variante)
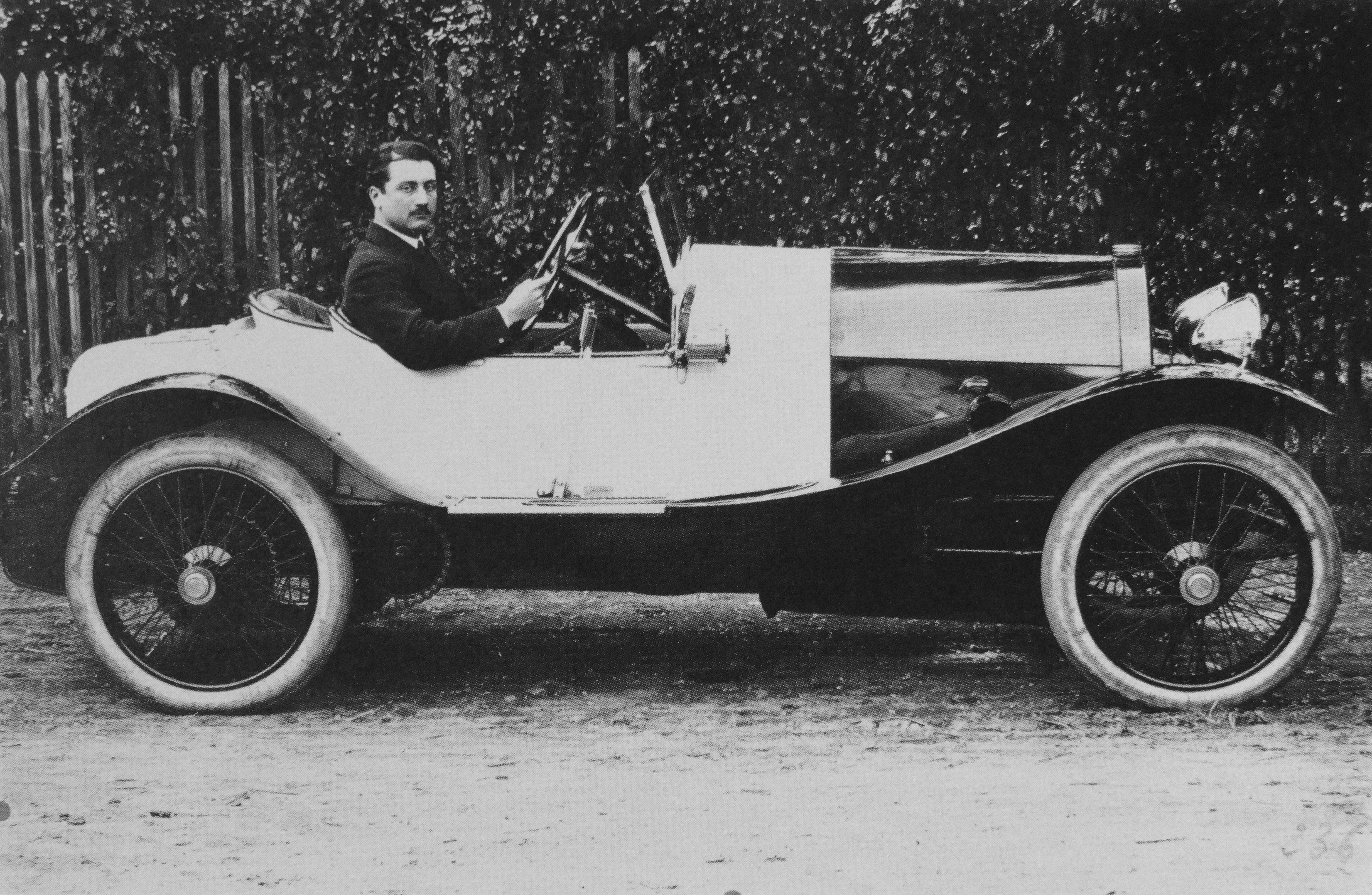
Roland Garros et sa Bugatti Type 18 « Black Bess »

Un des 7 châssis moteurs est commandé par l'aviateur Roland Garros qui le fait carrosser en Bugatti Type 18 deux places par Labourdette,, (nommé « Garros » ou « Black Bess »).
Ettore Bugatti expérimente cette même année son premier moteur 8 cylindres en ligne avec son prototype de Bugatti Type 14 (sur châssis à double moteur 4 cylindres en tandem de Bugatti Type 18).
Les moteurs 4 cylindres en ligne ACT 16 soupapes lui succède après la Première Guerre mondiale, avec les versions « Brescia » de Bugatti Type 13, Type 22, et Type 23, suivies des premiers 8 cylindres des Bugatti Type 28 et Type 30 de 1921 et 1922.